# Horné Turovce
Horné Turovce (in ungherese Felsőtúr) è un comune della Slovacchia facente parte del distretto di Levice, nella regione di Nitra.